# Корано (Јужна Корзика)
Корано (фр. Corrano) је насељено место у Француској у региону Корзика, у департману Јужна Корзика.
По подацима из 2011. године у општини је живело 85 становника, а густина насељености је износила 6,7 становника/km².

## Демографија
| 1962. | 1968. | 1975. | 1982. | 1990. | 2011. |
| ----- | ----- | ----- | ----- | ----- | ----- |
| 135   | 124   | 99    | 78    | 60    | 85    |